# 美洲鱷
美洲鱷是新热带界的一种大型鱷魚，為四種现存的美洲鱷魚中分布最广泛的一種，主要分佈在由北美洲美國佛羅里達州及墨西哥沿太平洋到南美洲秘鲁、委內瑞拉一帶，棲息於鹹淡水交界的紅樹林、沼澤等等的濕地。在美国境内，只分布在佛罗里达州南部與美國短吻鱷的棲地重疊，估计数量为2000头。美洲鳄的体型比其他鳄鱼都大，南部和中部美洲的雄性体长可达6.1米。

## 描述

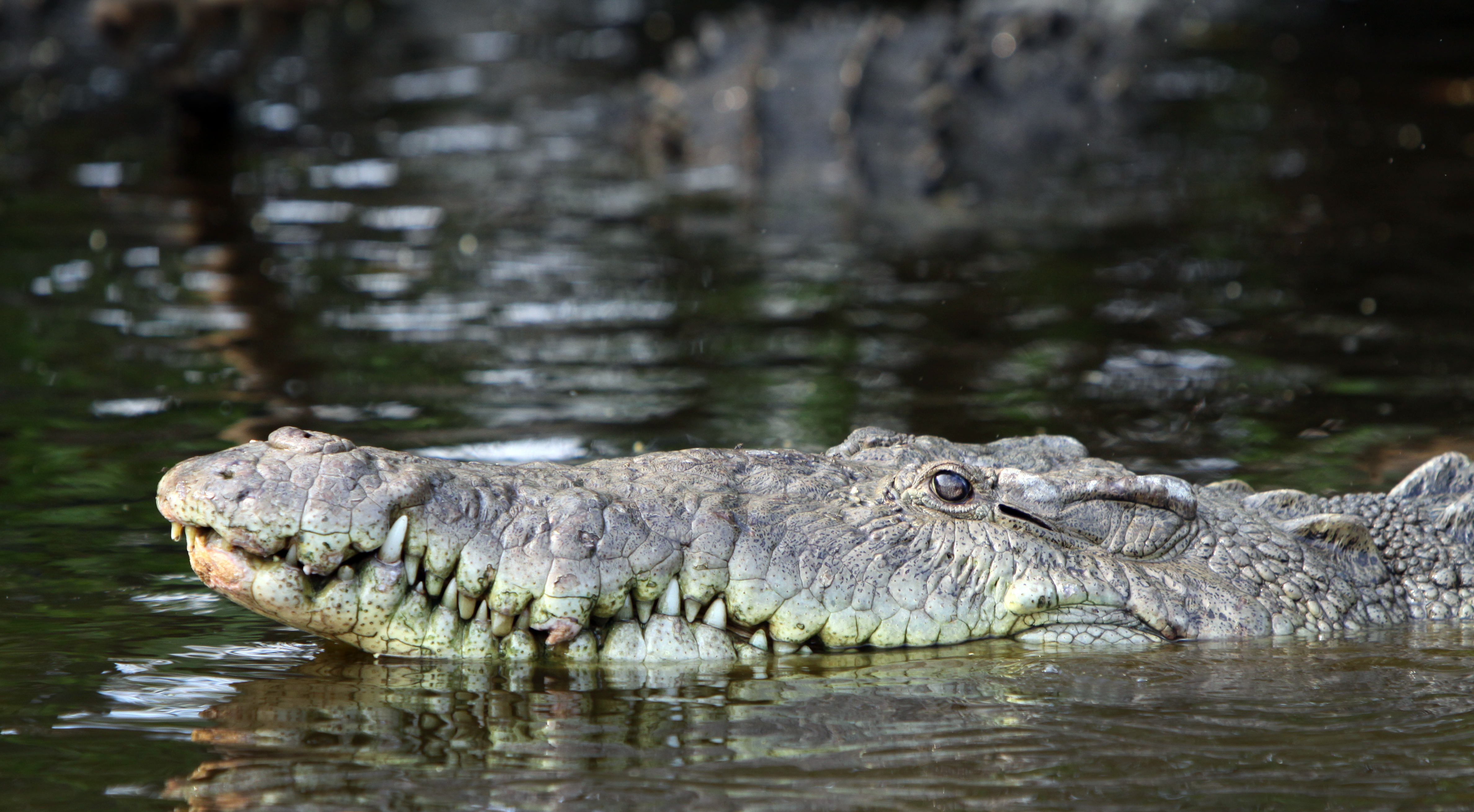
美洲鳄

与其他所有鳄鱼一样，美洲鳄是一个四足动物，有四条短且分叉的腿，一个长且强有力的尾巴，背部和尾部布满鳞甲。口鼻部较长，有一对强壮的颚骨。眼睛有瞬膜和泪器保护，泪器用以产生眼泪。
鼻孔、眼睛和耳朵都位于其头部顶部，因此身体的其余部分可隐蔽水下利于突袭。伪装有助于它们捕食猎物。其口鼻部比美国短吻鳄相对长且窄，比奥利诺科鳄宽。美洲鳄比起其他深色鳄鱼的颜色要浅并且灰一些。这个物种通常用腹部匍匐而行，它们也可以用脚行走。体型大的个体速度可以达到每小时10英里（16公里）它们通过移动身体和尾巴的方式游泳，速度可达每小时20英里，但是不能长时保持这个速度。
美洲鳄比美国短吻鳄对于低温更敏感。美国短吻鳄可以在7.2 °C (45.0 °F)的环境下呆一阵子，美洲鳄却会死亡。美洲鳄的生长速度比美国短吻鳄快，并且更能适应咸水。
其他鳄鱼有时通过鸟类来清理寄生虫，美洲鳄则更多地依靠鱼。